# Hadena nana
Hadena nana là một loài bướm đêm trong họ Noctuidae.